# Figli di Horo
Figli di Horo è il nome che, nella mitologia egizia, viene attribuito alle quattro divinità preposte alla protezione degli organi interni dopo la mummificazione. Secondo la tradizione i quattro figli di Horo collaborarono con il dio Anubi nell'imbalsamazione del corpo di Osiride e divennero per questo patroni dei canopi (vasi, generalmente di alabastro, dove erano conservate le interiora dei morti e venivano assieme alla mummia del cadavere riposti nella camera sepolcrale).
I quattro figli di Horo, che peraltro indicano anche i punti cardinali, sono:
| N14 | G14 | t · f | A40 |

dwa mwt f - Duamutef (significato: "che loda sua madre"), raffigurato con la testa di sciacallo, preposto alla conservazione dello stomaco del defunto ed indicante l'Est;
| V28 | \| \| | Aa5 · Q3 | M17 · M17 | A40 |
|     |       |          |           |     |

|  |

hp y -Hapi, raffigurato con la testa di babbuino, preposto alla conservazione dei polmoni, il Nord;
| Aa15 · O34 | U33 | M17 | A40 |

im s t i - Imset, o "Amseti", raffigurato con testa umana, preposto alla conservazione del fegato, il Sud; 
| W15 | T22 | Z2 · I9 | A40 |

qbh sn w f - Qebehsenuf  (significato: "che purifica i suoi fratelli"), raffigurato con la testa di falco, preposto alla conservazione degli intestini, ed indicante l'Ovest.
I figli di Horo erano, inoltre, posti in relazione con quattro dee preposte alla custodia dei quattro angoli del sarcofago reale. Le coppie erano:
- Imset - Iside
- Hapi - Nefti
- Duamutef - Neith
- Qebehsenuf - Selkis